# Sarpkaya, Çamoluk
Sarpkaya là một xã thuộc huyện Çamoluk, tỉnh Giresun, Thổ Nhĩ Kỳ. Dân số thời điểm năm 2011 là 163 người.